# Темпльський університет
Темпльський університет — державний університет у Філадельфії, штат Пенсільванія, США. Це другий за величиною університет у Пенсільванії після Пенсільванського державного університету. Університет є автономним, але отримує державне фінансування.

## Історія
Темпльський університет був заснований у 1884 році адвокатом Расселом Конвеллом, який у 1882 році прибув до Пенсільванії, щоб очолити баптистську церкву Грейс. Увечері він навчав робітників, пристосовуючись до їхніх робочих графіків. Ці студенти, яких пізніше назвали «нічними совами», навчалися в підвалі баптистського храму, що й дало початок назві університету та його талісману. Було створено тимчасову опікунську раду, яка призначила Конвелла президентом «Темпльського коледжу». Протягом наступних місяців церква Грейс сформувала нову опікунську раду, видала офіційні документи про вступ і випустила акції для збору коштів на нові навчальні приміщення. У 1888 році Конвелл отримав установчу грамоту для «Темпльського коледжу». Його бачення полягало в наданні якісної освіти академічно обдарованим і мотивованим студентам незалежно від їхнього походження чи фінансових можливостей. У 1892 році 18 випускників класу Конвелла, зокрема 4 жінки, отримали ступінь бакалавра ораторського мистецтва. Коледж також отримав право присуджувати почесні звання, і одним із перших їхніх отримувачів став Конвелл, якому присудили ступені доктора богослов’я та доктора права. У 1907 році коледж став університетом, а в 1908 році Рада університету внесла Темпль до списку державних вищих навчальних закладів.

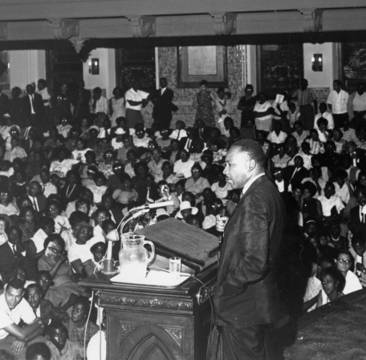
Мартін Лютер Кінг виступає в Темпльському університеті

Річард М. Енглерт був президентом університету з 2012 по 2021 рік, пропрацювавши в університеті загалом 45 років. На початку 2023 року через страйки працівників університету адміністрація позбавила студентів, які брали участь у страйку, субсидій на оплату навчання та медичного страхування. Цей захід викликав значний медійний резонанс і критику за межами регіону.

## Статистика студентів, викладачів і активів
Восени 2021 року в Темпльському університеті навчалося 35 626 студентів. З них 25 967 (72,9%) здобували перший ступінь (бакалаврат) . Серед них 56% були жінками, 44% — чоловіками; 13% ідентифікували себе як азіати, 15% — як афроамериканці, 9% — як латиноамериканці, 53% — як білі. 9659 студентів (27,1%) працювали над отриманням подальшого ступеня (магістратура чи докторантура) . В університеті працювало 3770 викладачів, з них 2286 на повній ставці та 1484 на частковій. У 2010/2011 роках кількість студентів становила 37 367.
У 2021 році обсяг ендавменту університету становив 835,2 млн доларів США, що на 30,3% більше, ніж у 2020 році, коли він складав 641,1 млн доларів.

## Кампуси
- Головний кампус у Філадельфії
- Кампус медичних наук у Північній Філадельфії
- Центр міста (гуманітарні та економічні науки)
- Амблер (26 км на північний захід від Філадельфії, 4600 студентів)
- Гаррісбург (педагогіка, соціальна адміністрація, економічні науки)
- Форт-Вашингтон (інформатика, педагогіка, фармацевтика, економічні науки)
- Школа мистецтв Тайлера в Елкінс-Парку, поблизу Філадельфії
- Темпльський університет Японія (1700 студентів)
- Темпльський університет Рим

## Спорт
Спортивні команди університету відомі як Temple Owls. З 2013 року університет є членом Американської атлетичної конференції.

## Відомі особи

### Викладачі
- Метт Рул (* 1975), американський тренер з американського футболу
- Джейн Томпкінс (* 1940), американська літературознавиця

### Випускники
- Марія Елена Боттацці (* 1966), мікробіологиня та професорка
- Амінта Бро (* 1959), перша президентка Університет штату Бові
- Тоні Камполо (1935–2024), американський соціолог і баптистський пастор
- Білл Косбі (* 1937), американський актор
- Ніколас Пітер Далліс (1911–1991), американський психіатр і автор коміксів
- Марк-Андре Амлен (* 1961), франко-канадський піаніст і композитор
- Том Генсон (1907–1970), американський гравець в американський футбол
- Джаред Гасселгофф (* 1971), басист гурту Bloodhound Gang
- Джиммі Поп (* 1972), вокаліст гурту Bloodhound Gang
- Джон Джойс (* 1957), політик
- Френк Кілрой (1921–2007), американський гравець в американський футбол
- Деббі Натан (* 1950), американська журналістка та письменниця
- Кунал Найар (* 1981), британський актор індійського походження
- Джоанна Паскаль (* 1979), американська джазова співачка[28]
- Марк Тіндейл (* 1986), американський баскетболіст
- Джессі Вільямс (* 1981) американський актор
- Зіко Закі (* 1990), єгипетсько-американський актор